# DeForest Jarvis
Pour les articles homonymes, voir Jarvis.
DeForest Clinton Jarvis (D. C. Jarvis) est un médecin américain (né le 15 mars 1881, à Plattsburgh dans l'État de New York – décédé le 18 août 1966, à South Barre (en) dans le comté de Washington dans le Vermont), connu pour ses écrits  sur la médecine traditionnelle. Il recommandait un mélange de vinaigre de cidre de pomme et de miel brut qui a été diversement appelé switchel (en) ou honegar (en), comme tonique pour la santé,. Il encourageait l'utilisation du vinaigre pour maintenir l'acidité du corps, qui est plus acide qu'alcaline, ce qui, selon lui, permettait de traiter des problèmes médicaux tels que les brûlures et les varices. 
Il est l'auteur du Folk Medicine : A Vermont Doctor’s Guide to Good Health, publié en français sous le titre Ces vieux remèdes qui guérissent.
Publié à partir de 1958, ce livre s'est retrouvé pendant deux ans dans la liste de best-sellers du New York Times, a été traduit en 12 langues, et a été vendu à plus d’un million d'exemplaires.

## Réception critique
En 1960, des exemplaires du livre de Jarvis intitulé Folk Medicine furent saisis par la Food and Drug Administration (FDA) dans le cadre de la vente d'"Honegar", Le médecin Louis Lasagna (en) nota que :
À Albany, dans l'État de New York, des agents de la FDA ont saisi pour 60 000 dollars de "Honegar", un mélange de miel et de vinaigre de cidre de pomme, parce que son étiquetage ne comportait pas d'indications adéquates pour le traitement de près de cinquante maladies et affections pour lesquelles le "Honegar" était censé être utilisé. Des réimpressions et des citations du livre de Jarvis ont été saisies avec le mélange. (Jarvis n'était apparemment pas impliqué dans la fabrication commerciale du produit.)
Jarvis a promu l'idée que le vinaigre de cidre de pomme et le miel pouvaient être utilisés pour guérir l'arthrite, le diabète, l'hypertension artérielle, les maladies cardiaques et bien d'autres. Les autorités médicales ont rejeté ces affirmations en les qualifiant d'absurdités et de charlatanisme,,,.

## Œuvres
- Ces vieux remèdes qui guérissent, Éditions Robert Laffont, 1er janvier 1962, 264 p. (ISBN 2221002733)
- Arthritis and Folk Medicine, Holt, Rinehart and Winston (New York), 1960.